# Rio Cogealac
O Rio Cogealac é um rio da Romênia, afluente do Nuntaşi, localizado no distrito de Constanţa.